# Чернушка кассиоидес
Чернушка кассиоидес (Erebia cassioides) — дневная бабочка из семейства сатирид, вид рода Erebia. Длина переднего крыла бабочек — 16—20 мм. Охраняется на территории Болгарии.

## Ареал

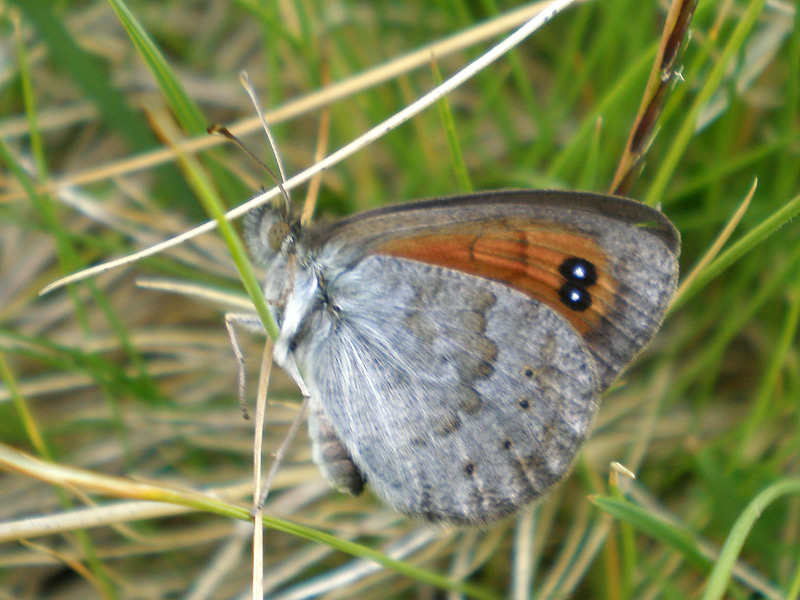
Нижняя сторона крыльев

Горы Южной и Центральной Европы (Испания, Франция, Италия, Швейцария, Австрия, Албания, Македония, Румыния, Болгария).
Под названием Erebia tyndarus (Esper, 1781) (Erebia cassioides и Erebia tyndarus входят в группу очень сходных видов, которые в старых литературных источниках часто не различали. Erebia tyndarus является эндемиком Альп) по литературным данным приводился для Украинского Закарпатья (Буковина). Был приведен в результате неправильной идентификации.

## Биология
Населяет горные луга, особенно по берегам озер, также встречается на скалистых или каменистых участках на высотах 1500 до 2300 м (редко даже выше) над уровнем моря. Яйца прикрепляются к зеленым или сухим травянистым растениям. Гусеница зимует в первом или втором возрасте и затем развивается с конца июня по начало августа. Кормовые растения гусениц: овсяница овечья (Festuca ovina). Бабочки летают с июля по сентябрь с пиком численности в августе.